# 国际GNSS服务
国际GNSS服务（International GNSS Service，简称IGS）前身为国际GPS服务（International GPS Service）,是一家由国际大地测量协会（IAG）组建的国际协作组织，其主要作用及时提供GPS数据和高精度的卫星星历，为大地测量学和地球动力学研究提供服务。

## 历史
由国际大地测量协会组建于于1993年，当时全名为International GPS service for Geodynamics（国际地球动力学服务机构）。1994年1月1日正式开始运作。随着IGS的发展，其服务领域不断扩大，故于1999年1月1日改名为International GPS Service（国际GPS服务）。随着俄罗斯的导航系统格洛纳斯系统的逐步建成，IGS也开始提供格洛纳斯系统卫星星历。所以经IGS管理委员会投票决定将名称更改为国际GNSS服务。GNSS 是英文 Global Navigation Satellite System （全球卫星导航系统）的缩写。